# Clytoctantes
Clytoctantes is een geslacht van vogels uit de familie Thamnophilidae (miervogels). Het geslacht telt twee soorten.

## Soorten
- Clytoctantes alixii  –  Dikbekmiervogel
- Clytoctantes atrogularis  –  Lanyons dikbekmiervogel